# 小行星19461
小行星19461（19461 Feingold）是一颗绕太阳运转的小行星，为主小行星带小行星。该小行星于1998年4月18日发现。

## 轨道参数
小行星19461的轨道半长轴为2.5443894 UA，离心率为0.092。